# Barleria humbertii
Barleria humbertii är en akantusväxtart som beskrevs av Raymond Benoist. Barleria humbertii ingår i släktet Barleria och familjen akantusväxter. Inga underarter finns listade i Catalogue of Life.